# Braunbandschabe

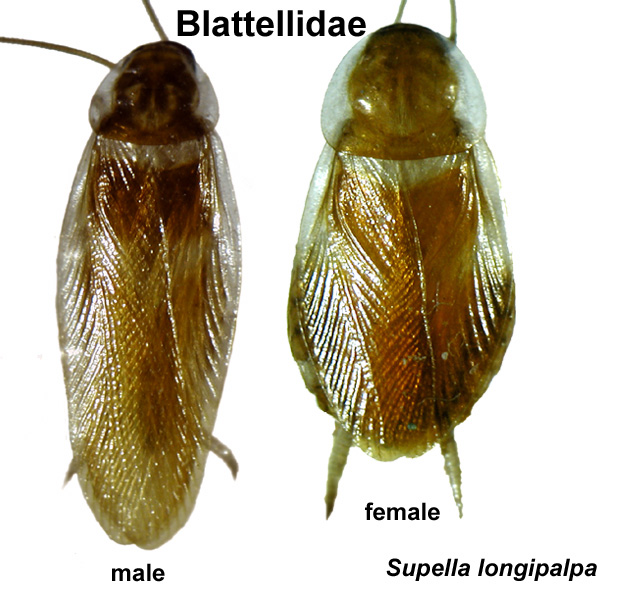
Ein adultes Männchen und ein adultes Weibchen der Braunbandschabe. Der Familienname Blattellidae im Bild ist veraltet, da die Art mittlerweile in die Familie Ectobiidae eingeordnet wird.

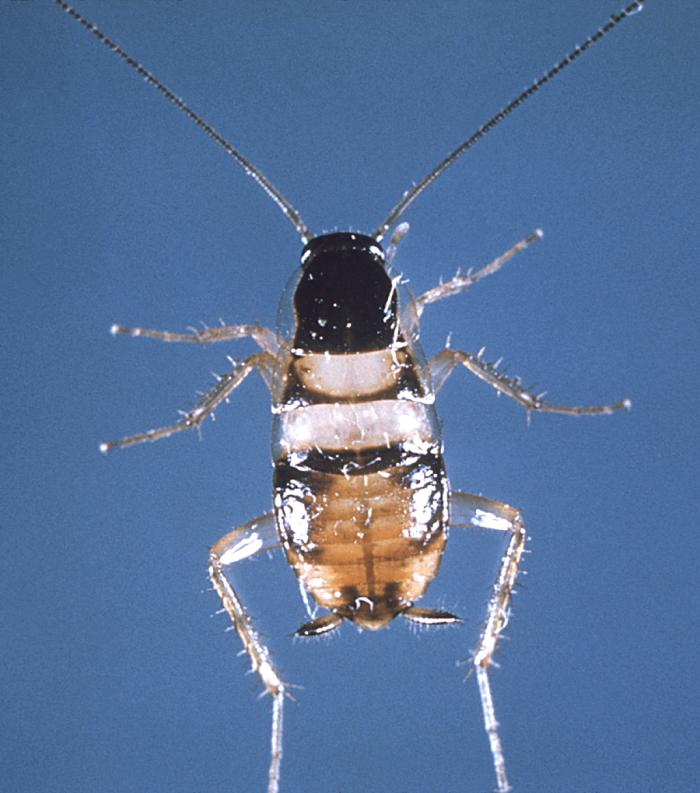
Nymphe

Die Braunbandschabe (Supella longipalpa), auch Möbelschabe genannt, ist eine ursprünglich in Afrika beheimatete Art der Schaben. Sie kommt heute nahezu weltweit in Häusern vor, wo sie als Schädling gilt, da sie Krankheiten verbreiten und technischen Geräten schaden kann. Die sehr wärmeliebende Art konnte sich auch in Mitteleuropa ausbreiten, überlebt hier aber nicht im Freiland.

## Merkmale
Es handelt sich um eine relativ kleine Schabenart. Die Weibchen erreichen eine Körperlänge von 10 bis 12,3 mm, die Männchen von 10,6 bis 14,5 mm. Die Weibchen sind kräftiger gebaut. Die Körperfarbe variiert von gelb bis dunkelbraun, die Weibchen sind dunkler gefärbt. Der Halsschild ist bis auf den transparenten Seitenrand meist einheitlich braun gefärbt, zuweilen mit einer zentralen Aufhellung oder einem schwarzen, runden Fleck. Auf den Vorderflügeln (Tegmina) befinden sich zwei breite, oft undeutlich getrennte bräunliche Querbinden.
Die Weibchen besitzen kürzere Flügel, die den Hinterleib nur zum Teil bedecken. Die Männchen haben lange Flügel, die das gesamte Abdomen bedecken und sind flugfähig. Die Antennen sind lang und dünn. Die Männchen besitzen Drüsenstrukturen am 7. Tergit, die Subgenitalplatte ist symmetrisch mit zwei griffelförmigen Styli. Die Styli der Subgenitalplatte der Männchen sind viel kürzer als die Subgenitalplatte selbst, die Subgenitalplatte der Weibchen besitzt keine Klappen am Ende. Dies unterscheidet die Familie Ectobiidae auch von der Familie Blattidae.
Die Nymphen besitzen zwei charakteristische helle Bänder auf dem Thorax (hinter dem Mesonotum bis zu den ersten Segmenten des Abdomens) und sind dadurch gut von anderen Arten zu unterscheiden.
Die Oothek ist mit 5 mm Länge relativ klein und von gelblicher bis rötlichbrauner Farbe.

## Ähnliche Arten
Die Art wird manchmal mit der Deutschen Schabe (Blatella germanica) verwechselt, kann aber durch das Fehlen der beiden dunklen Längsstreifen auf dem Pronotum (Halsschild) unterschieden werden.

## Verbreitung
Es handelt sich um eine ursprünglich afrikanische Art, die in jüngerer Zeit auch in europäische Häuser verschleppt wurde. Mittlerweile kommt sie kosmopolitisch vor und findet sich auf allen Erdteilen außer Antarktika.
In Europa gibt es Nachweise der Art aus Dänemark, England (nördlich bis in die Midlands), Deutschland (am Niederrhein und entlang des Oberrheingrabens), Frankreich, der Schweiz (hier nur im Westen), Italien inklusive Sizilien, Portugal, Albanien, Griechenland inklusive Kreta, Malta, St. Petersburg und Moskau. In Nordafrika ist die Art aus Marokko, Algerien und Tunesien bekannt, im östlichen Mittelmeerraum lebt sie auch auf Zypern, in der Westtürkei und in Israel. Eine weitere Verbreitung, vor allem synanthrop, ist wahrscheinlich. Die mitteleuropäischen Vorkommen sind vor allem auf Verschleppungen aus dem Mittelmeerraum und aus den USA zurückzuführen. Letztere fanden durch amerikanische Truppen im 2. Weltkrieg statt.
In Nordamerika lebt die Art nördlich von British Columbia an der Westküste und New Hampshire an der Ostküste bis Mexiko, wobei die Art im zentralen Norden der Vereinigten Staaten fehlt. Weiter südlich sind Vorkommen bis Ecuador, Bolivien und das südöstliche Brasilien bekannt, auch auf zahlreichen Karibischen Inseln und den Galapagos-Inseln wurde die Art schon gefunden. In die Vereinigten Staaten wurde die Art vermutlich um 1900 herum aus Kuba eingeschleppt. Auf Hawaii kam die Art Mitte des 20. Jahrhunderts auffallend häufig vor, durch moderne Klimaanlagen ist sie jedoch hier und in anderen Gebieten rückläufig, da sie in Innenräumen nicht mehr die nötigen klimatischen Verhältnisse vorfindet.
Auch in Australien entlang der Küstengebiete und auf Fidschi wurde die Art nachgewiesen, außerdem im Osten der Arabischen Halbinsel, von Pakistan bis Taiwan und Java in Süd- und Südostasien, auf Hawaii und Guam.
In Afrika selbst südlich der Sahara sind Vorkommen aus dem Senegal, Gambia, Mali, Ghana, Benin, Äthiopien, Sambia, Südafrika, Madagaskar, Réunion und Mayotte bekannt. Ihr Ursprung wird im zentralen Äthiopien vermutet, hier konnte sie bei einer Sammelaktion in Addis Abeba jedoch nicht gefunden werden. In Zway hingegen waren 9,9 % der gefundenen Schaben Braunbandschaben.

## Lebensraum
Die Art ist weniger auf Feuchtigkeit angewiesen als viele andere Schabenarten. Im Gegensatz zur Deutschen Schabe oder der Gemeinen Küchenschabe (Blatta orientalis) findet man sie oft auch in trockenen Wohn- und Bürogebäuden, u. a. Hotels, Großküchen, Restaurants, Krankenhäusern und Museen. Da sie auf höhere Temperaturen angewiesen ist, findet man sie häufiger auch in Computeranlagen. Die Braunbandschabe hält sich zum Ruhen gerne im oberen Bereich von Räumen auf und kann auch hinter Bildern u. ä. gefunden werden. 92,5 % aller Ootheken werden im oberen Raumdrittel abgelegt.
Die Art findet sich in Mitteleuropa wesentlich seltener als die Deutsche Schabe (Blattella germanica) und kann hier im Freiland nicht überwintern. Die Idealtemperatur für die Braunbandschabe liegt zwischen 25° C und 33° C.

## Lebensweise
Die Braunbandschabe ist nachtaktiv. Tagsüber versteckt sie sich in engen Ritzen und Spalten, wie zum Beispiel hinter Fußleisten. Häufig findet man zahlreiche Tiere in einem solchen Versteck. In Häusern halten sich die Tiere aufgrund des Wärmebedürfnisses bevorzugt hinter Kühlschränken oder anderen Elektrogeräten auf. Hier heften sie auch ihre Ootheken (Eikapseln) an, in denen sich die Eier gut geschützt entwickeln können. Aus einer Oothek schlüpfen nur etwa 13–14, maximal 18 Nachkommen, eine weibliche Braunbandschabe kann in ihrem Leben aber 80–200 Nachkommen zeugen, da etwa 13 Ootheken abgelegt werden können. Bei einer Temperatur von 28° C dauert die Entwicklung der Eier etwa sieben Wochen, bei 22° C bereits drei Monate. Die Larvenentwicklung dauert bei 28° C etwa ein Vierteljahr. In dieser Zeit werden 6–8 Larvenstadien durchlaufen. Die vollständige Entwicklung zum adulten Insekt beträgt bei 30° C 54 bis 56 Tage und bei 22° C bis zu 355 Tage. Anderen Angaben zufolge dauert die vollständige Entwicklung bei 33 °C 80 Tage. Die Imagines leben durchschnittlich noch knapp 7 Monate. Die Weibchen tragen die Ootheken 24 bis 36 Stunden mit sich herum, bevor diese abgelegt werden. In dieser Zeit härtet die Oothek aus. Bei der Wahl der Ablageort ist sie aber wählerischer als viele andere Schaben. Bevorzugt werden enge, schlecht zugängliche Ritzen, vornehmlich in Möbelstücken (daher auch die Bezeichnung Möbelschabe) oder Holz. Wenn keine geeignete Spalte oder Ritze gefunden wird, kitten die Weibchen ihre Oothek an einen rauen Gegenstand oder Sand. Bei hohen Populationsdichten finden sich die Ootheken oft in Gruppen. Pro Jahr können sich in geheizten Räumen bis zu 3 Generationen entwickeln.
Bei der Ernährung sind die Tiere sehr genügsam und können sich problemlos von Brotkrümeln oder Lebensmittelresten ernähren.

## Schädlingswirkung
Da die Braunbandschabe Krankheitserreger auf den Menschen übertragen kann, gilt sie nach dem Infektionsschutzgesetz als gesundheitsschädlich. Wie auch die Deutsche Schabe (Blattella germanica), die Gemeine Küchenschabe (Blatta orientalis) und die Amerikanische Schabe (Periplaneta americana) wird sie aufgrund ihrer Lebensweise, weiten Verbreitung und des häufigen Vorkommens als bedeutsamer Gesundheitsschädling angesehen. Sie kann aufgrund ihrer Lebensweise human- und veterinärmedizinisch bedeutsame Krankheitskeime verbreiten und kommt als Vektor für Schimmelpilzsporen in Frage. Krankheitskeime können bis zu 72 Stunden am Körper der Schaben haften bleiben. Zuvor aufgenommene Krankheitserreger können auch über den Verdauungstrakt wieder ausgeschieden werden. Neben Krankheitserregern kann dies auch für allergene Stoffe gelten. Auch gilt die Braunbandschabe als Materialschädling, da sie gerne in elektronische Geräte eindringt und auf diese Weise Fehlfunktionen auslösen kann.

## Taxonomie
Die Art wurde 1798 von Johann Christian Fabricius unter dem Namen Blatta longipalpa erstbeschrieben. Weitere Synonyme lauten:
- Blatta cubensis Saussure, 1862
- Blatta extenuata Walker, 1868
- Blatta incisa Walker, 1868
- Blatta phalerata Saussure, 1863
- Blatta subfasciata Walker, 1871
- Blatta supellectilium Serville, 1838
- Blatta transversalis Walker, 1871
- Ischnoptera quadriplaga Walker, 1868
- Ischnoptera vacillans Walker, 1868
- Phyllodromica supellectilium Serville, 1839
- Supella phalerata (Saussure, 1863)
- Supella supellectilium (Serville, 1839)